# Oniella niisimae
Oniella niisimae är en insektsart som beskrevs av Matsumura 1912. Oniella niisimae ingår i släktet Oniella och familjen dvärgstritar. Inga underarter finns listade i Catalogue of Life.